# Dionysios Kasdaglis
Dionysios Emanuel Kasdaglis, conosciuto anche come Dimitrios Kasdaglis (in greco Δημήτριος Κάσδαγλης?; Salford, 10 ottobre 1872 – Bad Nauheim, 6 luglio 1931), è stato un tennista greco-egiziano.

## Storia
Partecipò al torneo di tennis dei Giochi della I Olimpiade, che si tennero nel 1896 ad Atene, nel singolare e nel doppio. Si piazzò secondo in entrambe le competizioni, vincendo dunque due medaglie di argento.
Perse la finale del torneo singolare contro John Pius Boland per 6-2 6-2, dopo aver vinto tre partite di qualificazione. Arrivò secondo anche nel doppio, dove, insieme a Dimitrios Petrokokkinis, venne sconfitto da Friedrich Traun e nuovamente da John Pius Boland.

## Le Olimpiadi
Studi del 2008, rilevano la sua parentela con Xenophon Kasdaglis, vincitore di due medaglie olimpiche nel torneo di tennis dei Giochi olimpici intermedi. La famiglia Kasdaglis/Casdagli erano mercanti di cotone che lasciarono l'Egitto per stabilirsi in Inghilterra.
Nel 1895, Kasdaglis lasciò la Gran Bretagna per dedicarsi al settore egiziano del business di famiglia. Comunque egli fu segnato come greco alle Olimpiadi del 1896. Egli dunque avrebbe potuto partecipare ai giochi olimpici come rappresentante di tre nazioni, Grecia, Inghilterra o Egitto.